# 黄峪镇
黄峪镇，是中华人民共和国甘肃省兰州市七里河区下辖的一个乡镇级行政单位。
2016年，甘肃省民政厅批复同意撤销黄峪乡，设立黄峪镇。

## 行政区划
黄峪镇下辖以下地区：
尖山村、蒋家湾村、张家岭村、陶家沟村、中庄村、王官营村、宋家沟村、赵李家洼村、邵家洼村、王家庄村和鲁家村。